# Rafa
Pronunciação
Rafa ou Rafá (em árabe: رفح; romaniz.: Rafah; em hebraico: רָפִיחַ; romaniz.: Rafiah) foi uma cidade palestina  situada no sul da Faixa de Gaza, na fronteira com o Sinai, no Egito. Localizada a 30 quilômetros do sul da Cidade de Gaza, sua população era estimada em 71 003 e esmagadoramente composta por refugiados palestinos, que viviam em dois grandes campos principais: Rafa e Tel Sultão.[carece de fontes?]
Em Rafa, está o Aeroporto Internacional de Gaza, que destruído e inutilizado pelas Forças de Defesa de Israel entre o final de 2001 e início de 2002, e também principal passagem de fronteira com o Egito, que se tornou o principal ponto de entrada e saída de cidadãos da Faixa de Gaza desde as restrições impostas na passagem em Erez, no norte de Israel.
A cidade de Rafa foi completamente arrasada pelo exército israelita entre 2023 e 2025, assim como Beit Lahia e Beit Hanoun.